# آکانه سایتو
آکانه سایتو (انگلیسی: Akane Saito؛ زادهٔ ۱۲ ژانویهٔ ۱۹۹۳) بازیکن فوتبال اهل ژاپن است.
وی همچنین در تیم‌های ملی فوتبال زیر ۱۷ سال ژاپن و زیر ۲۰ سال ژاپن زنان ژاپن بازی کرده‌است.